# Koksz

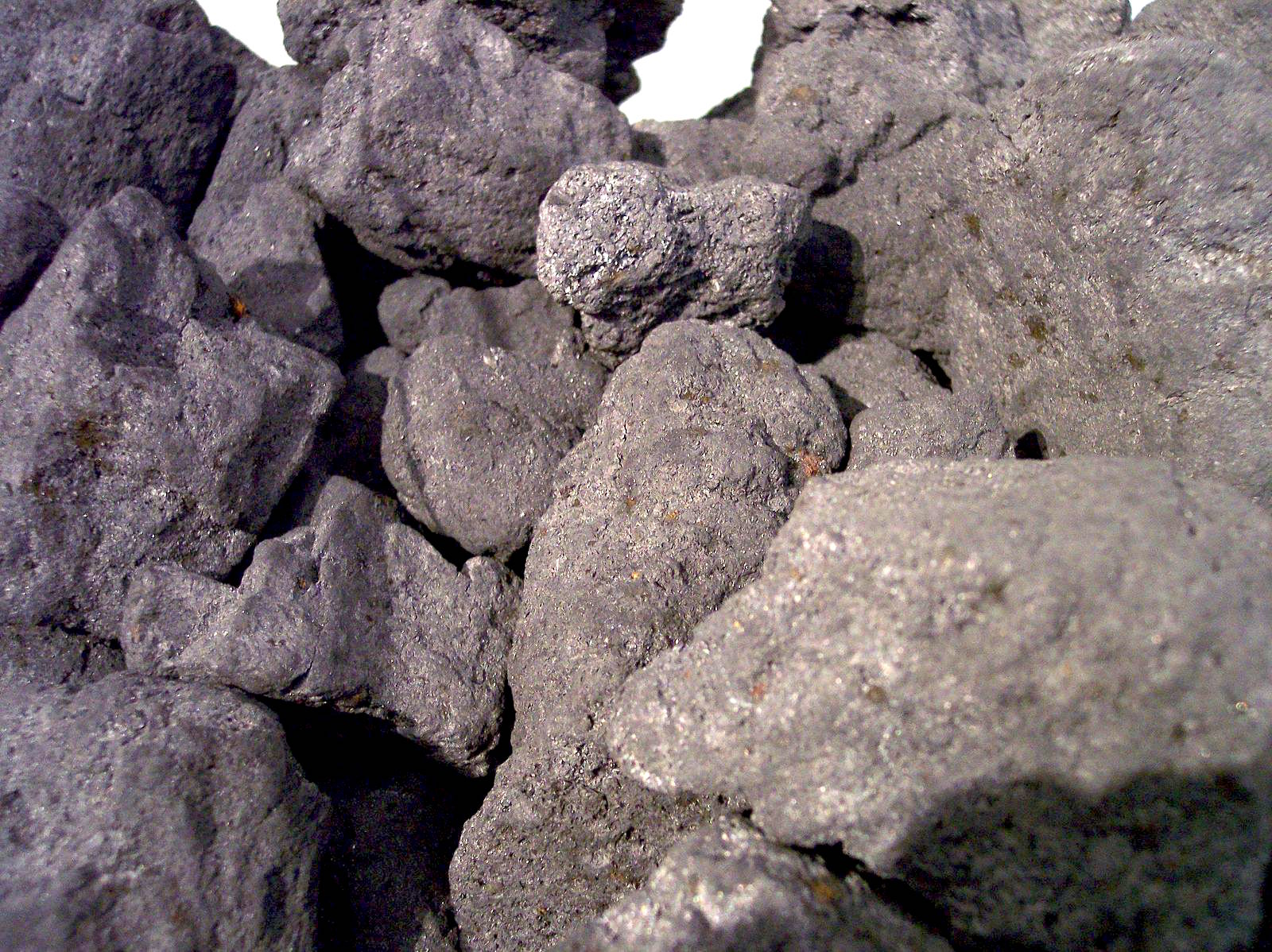
Koksz

A koksz szénből előállított tüzelőanyag.

## Előállítása
Ha ásványszenet a levegő kizárása mellett erősen hevítenek, a benne levő víz és szénhidrogén gázalakban elillan és csak tiszta szén marad vissza; az ásványszén legtöbb fajából így visszamaradó szén por alakú és tüzelésre nem alkalmazható; de a fekete kőszénnek az a faja, amelyet tapadó kőszénnek neveznek, a kiégetés alkalmával egyszersmind megolvad rövid ideig, összetapad és a gázok elillanása után visszamaradó koksz fémfényű, kemény, az üveget karcolja és nagy hőfejlesztő képessége miatt a legjobb tüzelőanyag nagy hő előállítására, ezért általánosan használják a fémkohók nagyolvasztóiban.

## Története
A koksz felhasználása a 18. században terjedt el a kohókban, Abraham Darby későbbi vasgyáros találmánya révén, de az ipari forradalommal egyidőben, 1830 és 1850 közötti időszakban háromszorozódik meg a vasgyártás Angliában.

## Felhasználása
Kokszot elsősorban az acélgyártásban használnak: a vasérc és koksz égetése során a koksz szén-monoxiddá alakul, a vasérc pedig fémmé redukálódik, és folyékony állapotban távozik a kemencéből.